# Aída Ayala
Aída Beatriz Máxima Ayala (Posadas, Argentina, 28 de junio de 1953) es una política e ingeniera argentina de la Unión Cívica Radical. Fue elegida para los períodos 2003-2007, 2007-2011 y 2011-2015 como intendente de la Ciudad de Resistencia. En 2015 se presentó como candidata a la gobernación de la Provincia del Chaco, quedando en segundo lugar con un 42% de los votos y 13 puntos de distancia respecto al Gobernador electo Domingo Peppo.
En diciembre de 2015 fue designada Secretaria de Asuntos Municipales de la Nación en el inicio de la Presidencia de Mauricio Macri. Renunció a este cargo en diciembre de 2017 para asumir el cargo de Diputada de la Nación tras ser electa en las elecciones de 2017. En mayo de 2018 la jueza Niremperger procesó con prisión preventiva a Ayala por lavado de dinero durante su gestión como intendente de Resistencia y la embargó por 200 millones; también decretó su prisión preventiva pero la misma fue revocada por unanimidad por la Sala IV de la Cámara Federal de Casación Penal.

## Biografía

### Comienzos
A los 17 años, se trasladó hacia la Ciudad de Resistencia donde realizó sus estudios de ingeniería en la Universidad Nacional del Nordeste. Además contrajo matrimonio con Torcuato With con quien tuvo dos hijas: Moira y Maida.

### Función pública
Trabajó como profesional dependiente de la Secretaría de Obras y Servicios Públicos de la Municipalidad de Resistencia, luego Jefa de Departamento de Proyectos - Secretaría de Obras y Servicios Públicos, Directora de Pavimento y Directora de Servicios, todos puestos dentro del mismo organismo ejecutivo municipal. En el período 1999-2003 presidió el Honorable Concejo Deliberante de la Ciudad de Resistencia.

### Intendenta de Resistencia
Entre 1999 y 2003 fue presidente del Concejo Municipal de Resistencia; en 2003 ganó las elecciones para intendente de la ciudad sucediendo a Benicio Szymula, de su mismo partido. Al frente del Poder Ejecutivo de la Municipalidad de Resistencia tuvo otros cargos afines: Presidente del Foro de Intendentes de la Alianza Frente de Todos del Chaco y del Foro Nacional de Intendentes Radicales.
Durante su gestión se convirtieron 4 cuadras en peatonal, se pavimentaron 400 cuadras y enripiaron 700.
Fue reelegida dos veces consecutivas en el cargo. La primera en 2007, y la segunda en 2011 cuando superó a Gustavo Martínez por 18 puntos de diferencia.
En 2016 tras dejar la intendencia el Tribunal de Cuentas realizó un informe donde detalló una serie de irregularidades que han encontrado en el proceso administrativo de la Municipalidad de Resistencia durante el gobierno de Ayala, entre las que se encontraban incremento de personal y pases a planta masivos sin concurso, pasando de 3179 personas en septiembre de 2014 a 5514 en noviembre de 2015; falta de respuesta ante informes solicitados por el mismo Tribunal; una deuda de 689 millones de pesos, con un incremento de 76 millones en los últimos diez días de gestión, órdenes de compra duplicadas con códigos diferentes, para el mismo proveedor y por el mismo concepto, contrataciones directas sin concurso de precios, obras de rehabilitación de calles de tierra con provisión de ripio que no se hicieron, uso indebido del Fondo Federal solidario y emisión de cheques durante los últimos días de gobierno sin certificación de servicios.En 2024 sería condenada a tres años de prisión por defraudación a la administración pública.En otra causa por administración fraudulenta en la entrega de un subsidios cuando era funcionaria del gobierno nacional de Mauricio Macri el fiscal pidió que sea condenada a cinco años de prisión 

### Tras la intendencia
En 2015 fue candidata a Gobernadora por el frente Vamos Chaco (integrada por la UCR, el PRO, la CC-ARI, el FR, el PS, entre otros partidos provinciales), acompañada en la fórmula por Bruno Cipolini, que se desempeñaba como Coordinador de Gabinete de la Ciudad de Sáenz Peña. En las PASO realizadas el 24 de mayo Ayala obtuvo el 36%, perdiendo por 20 puntos contra el FpV con el 56%. En las generales del 20 de septiembre se ubicó en segundo lugar con el 42,11%, resultando electo el candidato kirchnerista Domingo Peppo con el 55,28% de los votos.
El 10 de diciembre de 2015 fue nombrada por el gobierno nacional de Mauricio Macri como Secretaria de Asuntos Municipales del Ministerio del Interior de la Nación cargo al que renunció en diciembre de 2017 para asumir como Diputada de la Nación por la Provincia de Chaco.
Desde el fin de su mandato como diputada en 2021 no tiene cargos públicos, aunque sigue siendo presidenta de un movimiento interno de la UCR.

### Denuncias en su contra
El Gobierno de Juan Bacileff Ivanoff la denunció por sedición al considerar que dio soporte a grupos que llegaron a Resistencia a manifestarse; estos grupos estaban armados y la marcha terminó con graves episodios de violencia.
Un empleado municipal denunció a Aída Ayala por “discriminación laboral por causas políticas”. Se le inició una investigación penal sobre malversación de caudales públicos por el destino de $13 millones pertenecientes a la cuenta especial de gastos de inspección de obras. En 2014 fue denunciada por diputados del PJ por administración fraudulenta y otros tres cargos en relación con la contratación de la empresa Pimp SA por $269 millones; en dicha causa se la vincula con Alejandro Fischer, uno de los socios de Pimp y apoderado de la Fundación Construir (creada por Ayala), y un ex yerno de la intendente. Ayala se puso a disposición de la justicia por esta última causa negando toda relación con los propietarios de la firma y vinculando el hecho a influir negativamente en la campaña a Gobernadora que se encontraba realizando.
En abril de 2018 la justicia solicitó a la Cámara de Diputados el desafuero de Ayala, para detenerla en el marco de la causa donde está procesada por lavado de activos a través de la empresa de recolección de residuos Pimp S.A, la cual no pudo ser efectivizada debido a que contaba con fueros por ser diputada nacional. En el marco de la causa, el fiscal federal Patricio Sabadini investigaba si Ayala formaba parte de una asociación ilícita para lavar de dinero, evadir impuestos y enriquecerse de manera ilícita. En diciembre de 2018 la Sala IV de la Cámara de Casación resolvió por unanimidad confirmar el procesamiento de Ayala y anular la prisión preventiva. Días después La Cámara Federal de Resistencia confirmó el procesamiento de Ayala quién había solicitado que se revoque esta decisión a través de sus letrados; también decretó su prisión preventiva pero la misma fue revocada por unanimidad por la Sala IV de la Cámara Federal de Casación Penal. En abril de 2021 se solicitó la elevación a juicio de esta causa, que iniciaría en marzo.